# Landkreis Mecklenburg-Strelitz
Landkreis Mecklenburg-Strelitz var en landkreis i den tyske delstat Mecklenburg-Vorpommern, der eksisterede fra 1994 til 2011.
Området lå syd for Landkreis Demmin og Landkreis Ostvorpommern, øst for  Landkreis Müritz, vest for Landkreis Uecker-Randow samt nord for delstaten Brandenburg. Byen Neubrandenburg lå i landkreisen men var en selvstændig administrativ enhed (kreisfri by). Landkreisens administrationsby var Neustrelitz.
Under landkreisreformen i 2011 blev landkreisen lagt sammen med Landkreis Müritz, byen Neubrandenburg og den største del af Landkreis Demmin til den nye Landkreis Mecklenburgische Seenplatte.

## Byere og kommuner
(Indbyggertal pr. 31. december 2006)
Amtsfrie kommuner
1. Feldberger Seenlandschaft (Administrationsby: Feldberg) (4.956)
2. Neustrelitz, by * (22.152)

Amter men amttilhørende kommuner og byer 
* markerer administrationsby
| - 1. Amt Friedland 1. Datzetal (978) 2. Eichhorst (555) 3. Friedland, by * (7.251) 4. Galenbeck (1.444) 5. Genzkow (167) 6. Glienke (139) - 2. Amt Mecklenburgische Kleinseenplatte 1. Mirow, Stadt * (3.666) 2. Priepert (304) 3. Roggentin (729) 4. Wesenberg, Stadt (3.249) 5. Wustrow (727) | - 3. Amt Neustrelitz-Land (administrationsby: Neustrelitz) 1. Blankensee (1.907) 2. Blumenholz (858) 3. Carpin (989) 4. Godendorf (240) 5. Grünow (331) 6. Hohenzieritz (553) 7. Klein Vielen (775) 8. Kratzeburg (527) 9. Möllenbeck (775) 10. Userin (718) 11. Wokuhl-Dabelow (589) - 4. Amt Neverin 1. Beseritz (160) 2. Blankenhof (722) 3. Brunn (1.191) 4. Neddemin (344) 5. Neuenkirchen (1.238) 6. Neverin * (1.172) 7. Sponholz (836) 8. Staven (513) 9. Trollenhagen (982) 10. Woggersin (559) 11. Wulkenzin (1.571) 12. Zirzow (342) | - 5. Amt Stargarder Land 1. Burg Stargard, by* (4.524) 2. Cammin (322) 3. Cölpin (882) 4. Groß Nemerow (1.309) 5. Holldorf (847) 6. Lindetal (1.364) 7. Pragsdorf (530) 8. Teschendorf (561) - 6. Amt Woldegk 1. Groß Miltzow (1.269) 2. Helpt (402) 3. Kublank (207) 4. Mildenitz (557) 5. Neetzka (295) 6. Petersdorf (164) 7. Schönbeck (465) 8. Schönhausen (288) 9. Voigtsdorf (109) 10. Woldegk, Stadt * (4.061) |

- Wikimedia Commons har flere filer relateret til Landkreis Mecklenburg-Strelitz

53°25′N 13°15′Ø / 53.42°N 13.25°Ø